# Мазерада-суль-П'яве
Мазерада-суль-П'яве (італ. Maserada sul Piave, вен. Maserada sol Piave) — муніципалітет в Італії, у регіоні Венето, провінція Тревізо.
Мазерада-суль-П'яве розташована на відстані близько 430 км на північ від Рима, 35 км на північ від Венеції, 11 км на північний схід від Тревізо.
Населення — 9357 осіб (2014).
Щорічний фестиваль відбувається 23 квітня. Покровитель — святий Юрій.

## Демографія
Населення за роками:

Станом на 1 січня 2023 року в муніципалітеті офіційно проживало 636 іноземців з 49 країн, серед них 261 громадянин країн Євросоюзу та 16 громадян України.

## Сусідні муніципалітети
- Бреда-ді-П'яве
- Карбонера
- Чимадольмо
- Ормелле
- Понте-ді-П'яве
- Спрезіано